# Lac Nyos
Lac Lwi
Le lac Nyos (en réalité lac Lwi, devenu populaire sous le nom de lac Nyos, Nyos étant le nom du village voisin du lac) est un lac de cratère volcanique situé dans la province du Nord-Ouest du Cameroun. Il est situé à 1 091 mètres d’altitude, sur le flanc d’un volcan inactif près du mont Oku, le long d'une ceinture volcanique longue de 1 400 kilomètres : la Ligne du Cameroun, le mont Cameroun (4 095 mètres) restant le seul volcan en activité de cette chaîne. Un barrage naturel de roches volcaniques piège les eaux du lac.
Le lac a connu le 21 août 1986 une éruption limnique qui a causé la mort de 1 746 personnes dans les villes environnantes.

## Éruption limnique du 21 août 1986
Le 21 août 1986, dans la soirée, le lac Nyos, au nord-ouest du Cameroun, a libéré subitement dans l'atmosphère environ un kilomètre cube de dioxyde de carbone (CO2), que sa densité a largement plaqué au sol, le transformant en nappe asphyxiante par privation d'oxygène, celui-ci étant moins dense.

### L'accumulation de dioxyde de carbone
Le lac Nyos est un lac de cratère. De ce fait, du gaz carbonique est relâché au fond du lac. On a estimé à 0,3 km3 (300 millions de mètres cubes) le volume du gaz carbonique contenu dans le lac. Le lac Nyos est situé au-dessus d'une poche magmatique. Des lignes de failles partent de cette poche magmatique et entrent en contact avec le fond du lac. C'est donc une zone de volcanisme actif.
Les étendues d'eau douce peuvent avoir plusieurs types de structures. L'eau étant une substance ayant la particularité d'avoir une masse volumique maximale à 4 °C, les lacs dont la température de surface est éloignée de cet optimum de densité s'organisent en 3 strates thermiques possédant leurs propres propriétés physico-chimiques et ne se mélangeant pas avec les autres strates. Au contraire, quand la température de surface est proche de 4 °C, la stratification disparaît et toute l'eau du lac peut à nouveau se mélanger par convection. En zone tempérée, la variation saisonnière de température provoque alternativement une stratification des lacs (en été et en hiver) et un brassage (en automne et au printemps), ce qui permet d'oxygéner et de dégazer les eaux profondes. On parle de lacs dimictiques.
En zone climatique équatoriale ou tropicale, la température de l'eau de surface reste toujours plus chaude que 4 °C, ce qui fait que la stratification thermique subsiste pendant des années, voire des siècles, sans qu'un brassage ne s'effectue. On parle de lacs méromictiques. Dans le cas du lac Lwi, le CO2 a donc pu s'accumuler sans qu'un brassage ne permette un dégazage. Le simple fait qu'un gaz soit relâché dans un lac ne suffit donc pas à créer les conditions d'un tel accident, il faut en plus une stratification persistant suffisamment longtemps pour que des quantités importantes de gaz soient piégés en profondeur.

### La catastrophe
La catastrophe de Nyos qui a entraîné de nombreuses victimes aurait été causée par la chute d'un pan de la falaise qui surplombe le lac. Cette chute de roches aurait entraîné un brassage assez rapide des eaux : les eaux contenant le gaz carbonique se seraient alors retrouvées en surface, ce qui aurait favorisé des émanations gazeuses d'environ 80 millions de mètres cubes. Comme le gaz carbonique est une fois et demie plus lourd que l'air, en s'échappant du cratère, il s'est répandu au niveau du sol sur une grande surface jusqu'aux villages et prairies environnants, causant la mort des villageois et de leurs troupeaux.

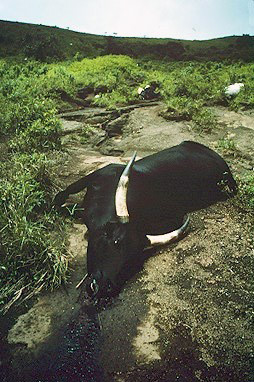
Vache tuée par les gaz du lac Nyos

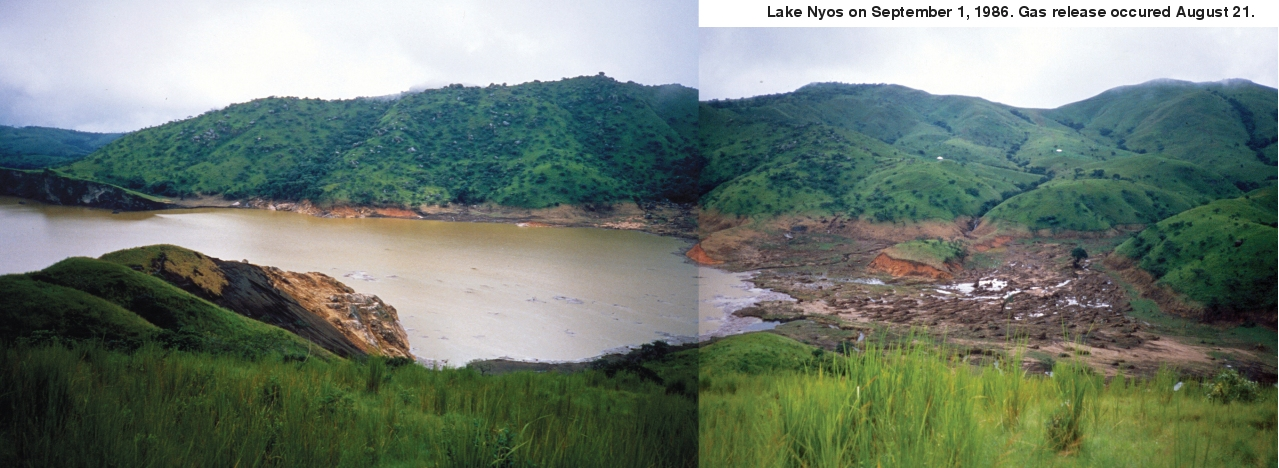
Le lac Nyos le 21 Août et le 1er septembre avec le dégagement des gaz

Au total, on évalue à 915 le nombre de tués sur le territoire de Nyos. À Su-Bum, situé à 14 km du lac, malgré une plus forte population, les pertes ont été moindres : on y a recensé 700 morts. Avec 70 victimes, le petit village de Cha a perdu tous ses habitants. À l’ouest, plusieurs hameaux dispersés le long de la vallée de la Fang ont été touchés par la catastrophe. Le bilan est donc de 1 746 morts retrouvés dans un paysage quasi intact, portant seulement, à certains endroits, les traces d’un violent coup de vent. Plus de 3 000 personnes ont dû quitter leurs maisons et ont été regroupées dans des camps.

### Diverses hypothèses

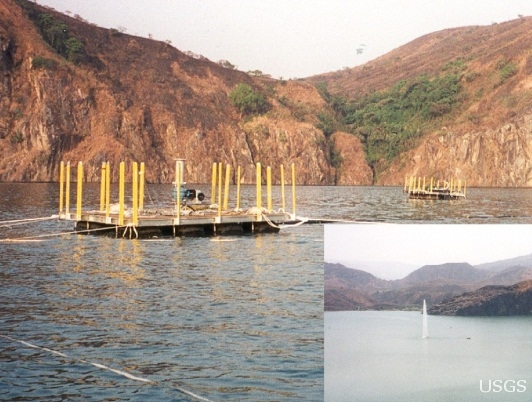
Canalisation et radeau au lac Nyos. La fontaine autonome (encastrée) qui dissipe le dioxyde de carbone. Travail des ingénieurs pour extraire artificiellement les gaz.

Selon l’une des thèses proposées pour expliquer cette éruption atypique, le dioxyde de carbone, d’origine mantellique, serait progressivement stocké dans les eaux profondes du lac et s’en échapperait sous l'effet d’un « renversement » du lac, provoqué par un séisme ou un glissement de terrain. Le phénomène est connu sous le nom d’éruption limnique.
Le processus d’ex-solution s’est amorcé et s’est développé dans l’ensemble des eaux du lac par une réaction en chaîne. Une explosion gazeuse a projeté dans les airs une colonne d’eau à une hauteur dépassant 80 mètres. L’énorme quantité de dioxyde de carbone libérée, plus dense que l’air, a ensuite « coulé » dans les vallées avoisinantes en asphyxiant toute forme de vie humaine et animale jusqu’à 30 km du lac.
La thèse du retournement des eaux du lac fut formellement contredite par des scientifiques français et italiens (Haroun Tazieff et son équipe) . Leurs analyses établissent la permanence de la stratification des eaux du lac, y compris lors de nouvelles explosions observées ultérieurement. Pour cette équipe, les analyses de la chimie des gaz et de celle des eaux montrent toutes que l’hypothèse d’un dégazage des eaux profondes consécutif à une inversion des strates inférieures et supérieures du lac ne peut rendre compte du phénomène.
Parmi les nombreux faits observés, l’apparition dans la partie centrale du lac d’un cercle de teinte rouge soutenu d'environ 75 mètres de rayon renforce d’autant plus l’hypothèse d’une éruption phréatique que les analyses de la teneur en CO2 des eaux du lac effectuées chaque jour de la fin août à la fin septembre 1986 établissent que très peu de CO2 dissous a été libéré lors de la catastrophe. Le dégazage a créé une vague inégale (un mètre au nord, 80 mètres au centre et 20 mètres au sud) qui ne peut s’interpréter que par un jaillissement d’eau relativement puissant. Le granite des bords du lac fut décapé sur une bande étroitement localisée, ce qui ne peut également être expliqué que par la retombée d’une importante masse d'eau, depuis une hauteur de 100 à 200 mètres au-dessus de la surface affectée. Selon Tazieff, l’hypothèse d’un processus éruptif (éruption phréatique) permet seule d’en rendre compte, comme elle a pu rendre compte de la catastrophe de Dieng (1979), en Indonésie.
La controverse qui divise les scientifiques est cruciale pour la prévention des risques pesant sur les populations environnantes. Le dégazage des eaux de lacs de maars ne fait donc pas l’unanimité des chercheurs. En effet, deux thèses s'opposent : la première présente le problème du lac Nyos comme étant un problème géophysique et la seconde comme étant plutôt magmatique. Certains scientifiques expliquent que le gaz proviendrait de poches de bains silicatés situés en dessous du lac.

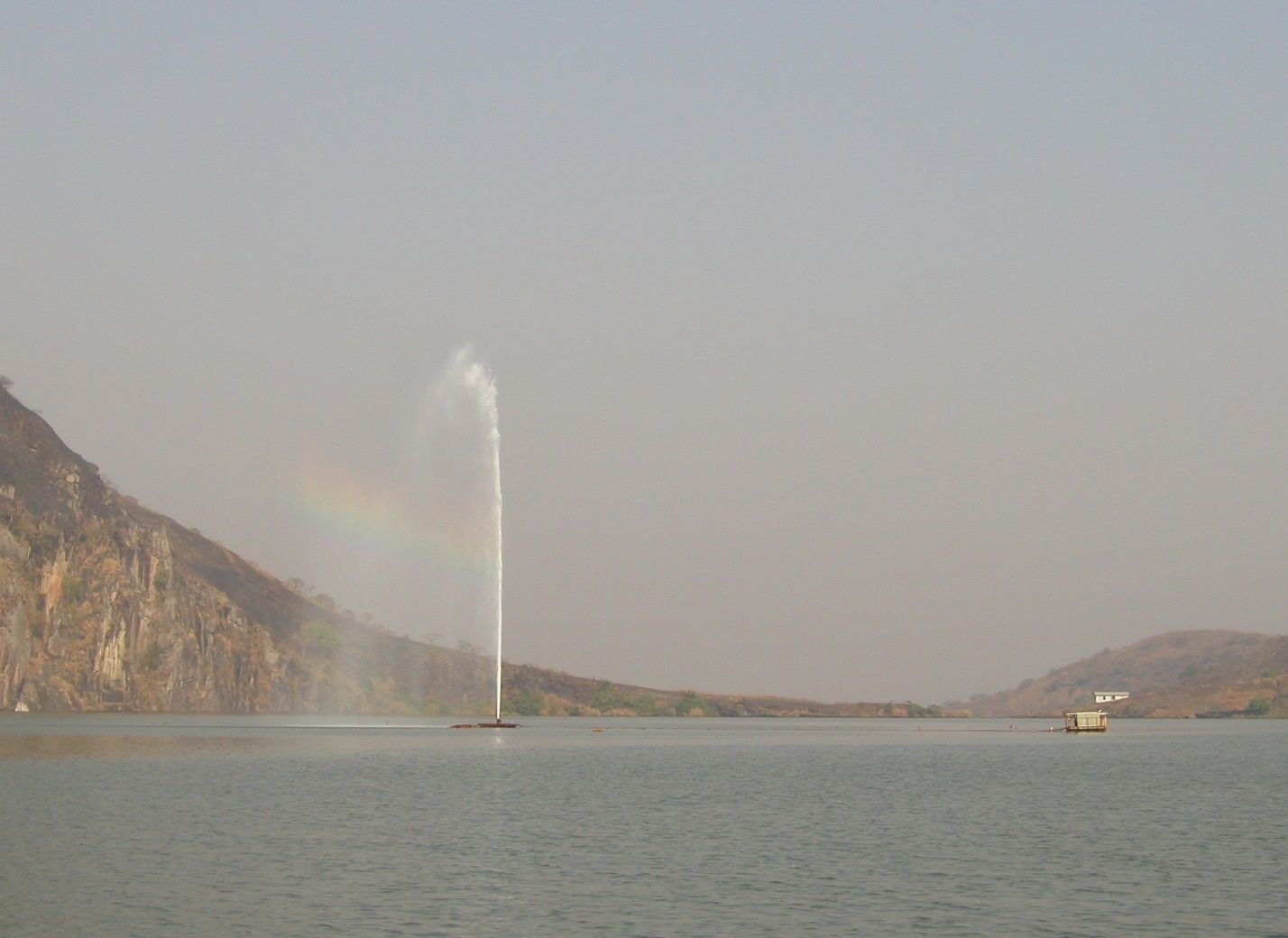
Event artificiel de dioxyde de carbone dans le lac Nyos au Cameroun en 2006

## Orgues de Nyos
Depuis 1990, une équipe française dirigée par le professeur Michel Halbwachs travaille sur le dégazage du lac Nyos, afin d’éviter que la catastrophe de 1986 se reproduise. En 1995, une opération de dégazage avec un prototype du dispositif est réalisée avec succès. L’opération, dénommée « Les orgues de Nyos », utilise un tuyau vertical en polyéthylène reliant les eaux profondes du lac saturées en CO2 à la surface. La colonne d'eau chargée en CO2 jaillit à une hauteur de 20 mètres.
Le pompage est réalisé par autosiphon : une pompe mécanique aspire l’eau en tête de colonne. Le liquide prélevé dans les eaux profondes du lac (riche en gaz dissous) s’élève dans la colonne. Sa pression diminue et l’eau approche de la limite de saturation. Lorsque celle-ci est atteinte, des bulles commencent à se former qui s’élèvent naturellement dans la colonne. De nouvelles bulles apparaissent qui entraînent le liquide. Une fois le processus amorcé, l’action de la pompe est inutile et celle-ci peut être arrêtée. Un jet d’eau et de dioxyde de carbone jaillit à l’orifice de la colonne et le dioxyde de carbone se dissipe en quantité inoffensive dans l’atmosphère.
En 2001, l'équipe de Michel Halbwachs installe une colonne de dégazage permanente. Le jet formé au lac Nyos s’élève à 50 m au-dessus du lac. Le système est prévu pour fonctionner plusieurs années afin d’éliminer le risque d’une nouvelle éruption limnique. En 2001, il existait un risque double, à la fois d’un dégazage brusque mais aussi d’une rupture des digues naturelles qui encerclent le lac et menacent de se rompre.

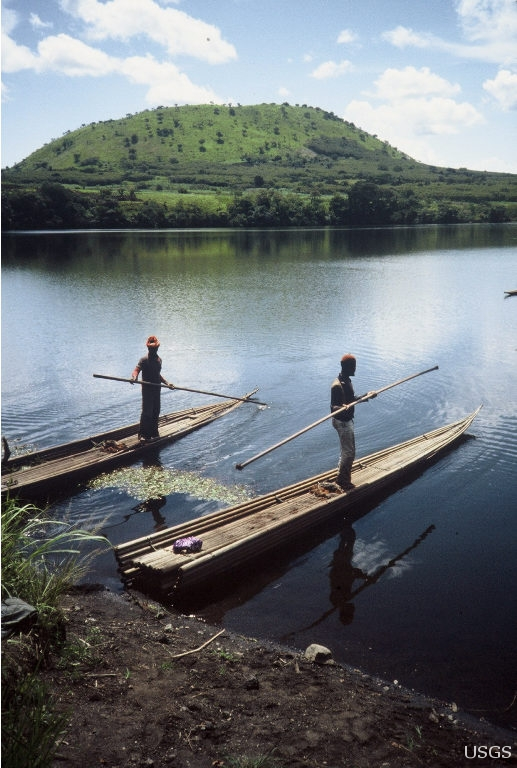
Lac Nyos en 1992, source vitale pour la population riveraine avant la catastrophe

En 2011, Michel Halbwachs et son équipe franco-camerounaise installent deux colonnes supplémentaires qui assurent le dégazage définitif du lac.

## Autres occurrences
Après plusieurs recherches réalisées sur les lacs africains par des scientifiques, il s’avère que le lac Nyos n’est pas le seul lac concerné par une possible éruption limnique. Le lac Monoun est lui aussi potentiellement dangereux, il contient dans ses eaux 10 millions de m³ de CO2, à comparer aux 300 millions de m³ contenus dans le lac Nyos. En 1984, une éruption se produisit et tua au moins 37 personnes. Une opération de dégazage est aussi menée sur le lac Monoun depuis 2003,.
Le lac Kivu, en Afrique centrale, serait également susceptible de telles éruptions, mais à une échelle bien plus grande (sa superficie est de 2 700 km2 et plusieurs millions de personnes vivent sur ses rives).